# Ketti Frings
Ketti Frings (Columbus, 28 febbraio 1909 – Los Angeles, 11 febbraio 1981) è stata una scrittrice e sceneggiatrice statunitense vincitrice del Premio Pulitzer per la drammaturgia nel 1958.
Il suo primo romanzo Hold Back the Dawn pubblicato nel 1940, l'anno successivo venne portato sullo schermo dal regista Mitchell Leisen. Nel 1942 scrisse la sua prima opera teatrale rappresentata a Broadway Mr. Sycamore.
È stata autrice della trasposizione teatrale del romanzo Angelo, guarda il passato (Look Homeward, Angel) di Thomas Wolfe; lo spettacolo è stato rappresentato a Broadway nel 1957 e in Italia nel 1958, con il titolo Veglia la mia casa, angelo per la regia di Luchino Visconti.
È stata inoltre sceneggiatrice di numerosi film tra il 1941 e il 1975
È deceduta a Los Angeles a causa di un tumore maligno.

## Filmografia

### Soggetto e sceneggiatura
- N.N. vigilata speciale (The Company She Keeps), regia di John Cromwell (1951)